# Yvon Delbos

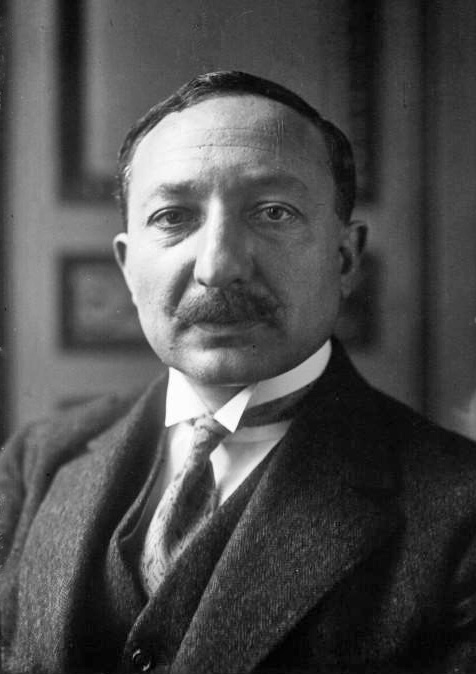
Yvon Delbos (1925)

Yvon Delbos (* 7. Mai 1885 in Thonac, Département Dordogne; † 15. November 1956 in Paris) war ein französischer Politiker der Dritten und Vierten Republik.

## Leben
Delbos absolvierte 1907 mit einer Agrégation die École normale supérieure in Paris, wandte sich aber 1911 dem Journalismus zu. In diesem Jahr begann er als Redakteur der Zeitung Le Radical zu arbeiten, deren Chefredakteur er 1914 wurde. Nach dem Ersten Weltkrieg, bei dem er zweimal verwundet wurde, gründete er 1919 die radikalsozialistische Zeitung Ère nouvelle, die bis Juni 1940 erschien. Er trat der Parti radical (PRRR) bei und wurde deren Vizepräsident. 1919 zunächst erfolglos bei den Wahlen zur Nationalversammlung angetreten, errang er 1924 einen Sitz im Parlament für das Département Dordogne, den er bis 1940 innehielt.
Seinen ersten Regierungsposten erhielt er im April 1925 als Unterstaatssekretär im Kabinett Painlevé II unter Paul Painlevé. Er war vom 11. Oktober bis 28. November 1925 Bildungsminister (siehe Kabinett Painlevé III). Elf Jahre lang verweigerte er die Annahme von weiteren Ämtern in der Regierung und unternahm zahlreiche Auslandsreisen, unter anderem in die Sowjetunion, über die er eine Artikelreihe verfasste, die 1933 unter dem Namen L’Expérience rouge veröffentlicht wurde.
Er war Justizminister im Kabinett Sarraut I unter Albert Sarraut (26. Oktober 1933 bis 24. November 1933). 
Léon Blum, im Juni 1936 zum Ministerpräsidenten ernannt, berief Delbos zum Außenminister in seinem ersten Kabinett. Er war anschließend auch Außenminister im Kabinett Chautemps III und im Kabinett Chautemps IV, das bis zum 10. März 1938 amtierte. 
Bis zur Installation des Vichy-Regimes war er noch zweimal Bildungsminister (September 1939 bis März 1940 im Kabinett Daladier V, Juni 1940 im Kabinett Reynaud). Er widersetzte sich dem Waffenstillstand von Compiègne, ging am 18. Juni 1940 nach Nordafrika und nahm nicht an der Sitzung der französischen Nationalversammlung vom 10. Juli 1940 in Vichy teil, die Philippe Pétain fast unbeschränkte Vollmachten gab. Einige Wochen später kehrte er nach Frankreich zurück. Er wurde im April 1943 von deutschen Besatzern gefangen genommen und im KZ Sachsenhausen interniert.
Nach seiner Befreiung kehrte er am 7. Mai 1945 gesundheitlich angeschlagen nach Frankreich zurück und wurde, erst für die Radikalsozialisten, dann für die Linksrepublikaner, in die beiden verfassungsgebende Versammlungen 1945/46 gewählt, ebenso in die erste Nationalversammlung der Vierten Republik. Von 1947 an war er erneut in mehreren Regierungen als Staatsminister von Februar bis November 1947 und Bildungsminister vom 26. Juli bis 5. September 1948 und 11. September 1948 bis Juli 1950 beteiligt. 
Delbos kandidierte bei den Französischen Präsidentschaftswahlen 1953, erhielt in der Dritten Runde nur 225 von 931 Stimmen und zog dann seine Kandidatur zurück. Bei der Wahl zum Französischen Senat im Juni 1953 konnte Delbos sich durchsetzen, nahm den Sitz dort an und verließ somit die Nationalversammlung. Er blieb Senator bis zu seinem Tod 17 Monate später.